# Alemu Zinash
Alemu Zinash (* 1983) ist eine äthiopische Marathonläuferin.
2002 wurde sie Dritte beim San-Sebastián-Marathon. 2004 folgte einem sechsten Platz beim Rom-Marathon ein Sieg beim Athen-Marathon. 2005 gewann sie den Treviso-Marathon, 2007 den Valencia-Marathon mit ihrer persönlichen Bestzeit von 2:39:08 h. 2008 wurde sie Fünfte in Valencia.